# Worcester Worcesters
O Worcester Worcesters foi uma equipe de beisebol do século 19, membro da Major League Baseball de 1880 até 1882 na National League. O time é, algumas vezes, referido como Brown Stockings ou como Ruby Legs; entretanto nenhuma fonte da época ampara o uso destes nomes. Os Ruby Legs jogavam suas partidas em casa no Worcester Driving Park Grounds no Worcester Agricultural Fairgrounds, localizado ao sul da Highland Street entre a Sever Street e Russell Street em Worcester, Massachusetts.

## História
Em 1879, o Worcester jogava na liga menor National Association. A National League estava interessada no Worcester como um potencial substituto do falido Syracuse Stars baseado principalmente na performance de seu pitcher titular, Lee Richmond, que arremessou em diversos jogos de exibição contra oponentes da National League com 6 vitórias e 2 derrotas. Também arremessou e venceu um jogo pelo Boston Red Stockings. Para admitir o Worcester na  National League, os diretores da liga renunciaram a necessidade das cidades pertencentes à liga tivessem uma população de ao menos 75.000 habitantes (a população de Worcester era de 58.000). Para levantar o capital para apoiar a entrada da equipe nas grandes ligas, a equipe vendeu ações por $35  (com o preço incluindo um ingresso da temporada), patrocinou uma corrida que atraiu 3.000 pessoas, organizou pacotes de desconto de bilhetes de trem ingressos para fãs de fora da cidade e realizou concertos beneficentes e apresentações teatrais.
Em dezembro de 1879, o Worcester se tornou o primeiro time profissional de beisebol a visitar Cuba. A viagem foi um fracasso financeiro pois só conseguiram jogar duas partidas contra times cubanos.
Em 12 de junho de 1880, o pitcher Lee Richmond arremessou o primeiro jogo perfeito na história das grandes ligas, contra  o  Cleveland Blues.  A equipe fez história novamente em 20 de agosto do mesmo ano se tornando o primeiro time sofrer um no-hitter em casa, quando Pud Galvin do Buffalo Bisons os bateu por 1 a 0.
De acordo com Lee Allen, escritor de Cincinnati e eventual diretor do Hall of Fame, o Worcester impactou a National League em outro dia de 1880; foi fundamental para que os Cincinnati Reds fossem expulsos da liga após a temporada, devido a violações das regras do campeonato contra a venda de cerveja no estádio. Em seu livro de 1948, The Cincinnati Reds (publicado pela Putnam),  Allen tinha alguma satisfação em apontar que os Reds se reformularam em 1882, inicialmente como membro da American Association, no mesmo ano em que os dias de Worcester como uma franquia das grandes ligas, bem como sua influência, chegaram ao fim.
O Worcester foi sacado da liga pouco antes do fim da temporada de 1882, pois a cidade de Worcester era vista  como muito pequena para suportar um esporte das grandes ligas; a equipe foi encorajada a finalizar seu calendário de jogos. Seus dois últimos jogos da temporada contra o Troy Trojans (também expelido da NL pelas mesmas razões) tiveram apenas 6 e 25 fãs nas arquibancadas respectivamente; a plateia de seis torcedores continua sendo o  recorde de menor público para todas as ligas em jogos abertos ao público.
Necessitando de um oitavo time para equilibrar o calendário, a National League concedeu uma franquia à cidade da Filadélfia que se tornaria o  Philadelphia Phillies (que eram também conhecidos como Quakers até 1890). Muitas fontes sugerem que o Worcester foi movido para a Filadélfia; entretanto, apenas o lugar do Worcester na National League foi cedido. Todas as evidências disponíveis sugerem que não há ligação direta entre as duas equipes (mais significante, nenhum jogador do Worcester de 1882 foi transferido para o Phillies de 1883).

## Jogadores notáveis

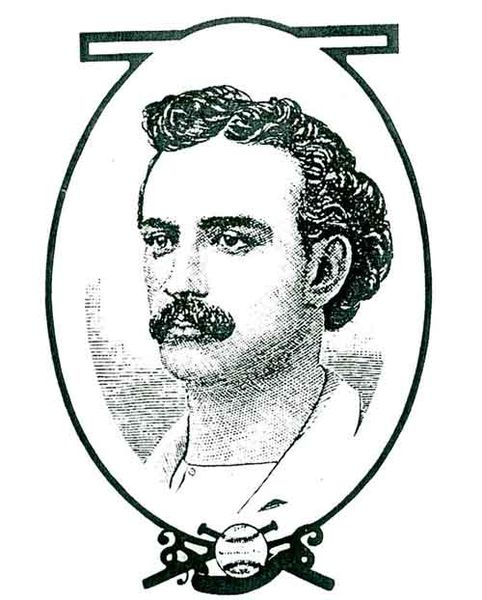
Lip Pike

- Lip Pike foi quatro vezes campeão em home runs da MLB.
- Lee Richmond, primeiro jogador a arremessar um jogo perfeito.